# Ass Like That
" Ass Like That " é um single do rapper americano Eminem de seu quinto álbum de estúdio Encore (2004). O single foi lançado como o sexto e último single do álbum em 7 de junho de 2005.

## Recepção critica
Stephen Elerwine do AllMusic escreveu: "Eminem é franco e literal, com a intenção de refutar todos os críticos, de Benzino no The Source a Triumph the Insult Comic Dog, que tem uma música inteira ("Ass Like That") dedicada a ele." O editor do HipHopDX, J-23, estava dividido: "'Ass Like That' será uma música que você ama ou odeia. Seja qual for o caso, com certeza é surreal ouvi-lo fazer rap de uma música inteira como aquele fantoche do Triumph da MTV. "
Scott Plagenhoef da Pitchfork foi positivo: "Em também brilha quando gira bem fora de seu eixo, como faz em ... o R. Kelly / Triumph the Insult Comic Dog -iscando 'Ass Like That'", mas ele observou que o a música soa como material de mixtape. A revista NME não se impressionou, chamando a música de um "[doodle] bobo e na altura da virilha que [demonstra] que tanto o produtor quanto o rimador não estão apenas no piloto automático, eles estão tendo uma boa soneca na cabine enquanto o avião despenca em direção à Terra. Ou, dito de outra forma, [essa faixa é] uma merda juvenil mal cozida."
O USA Today escreveu que "No lado mais leve, [Em] cita nomes como Britney Spears, Janet Jackson e Mary-Kate e Ashley Olsen em 'Ass Like That'." RapReviews observou que "Em 'Ass Like That' Slim personifica Triumph the Insult Comic Dog por três versos perversos de olhar para as gêmeas Olsen e atacar Hilary Duff ." Josh Love, da Stylus Magazine, foi negativo: "'Ass Like That', a 'resposta' de Em ao Triumph, se sai melhor e, na verdade, faz um ponto bastante importante sobre a fetichização de Hollywood por estrelas pouco legais, mas então você percebe que é um responda ao disco em uma premiação brigando com um fantoche de mão e de repente você não consegue mais fazer contato visual com a capa do álbum" e ele acrescentou que isso mostra um pouco do veneno lírico outrora patenteado de Eminem.
The Austin Chronicle called the song a "demented Bollywood fever dream [that] manages to out-deprave R. Kelly." SPIN said that the song was "so sophomoric that [it borders] on surreal, all syncopated dis-gibberish and loony celebrity-baiting." The New York Times said that the song was "brilliantly insane: Dr. Dre lays some curlicued sitars atop a lazy bass line, while Eminem pays tribute to Hilary Duff and the Olsen Twins, delivering his rhymes in a thick accent that's supposed to be either Triumph the Insult Comic Dog or Arnold Schwarzenegger (apparently, they talk the same)." Slant Magazine called "Ass Like That" "a whole song devoted to Robert Smigel’s Triumph The Insult Comic Dog".
The A.V. Club called it "a track so muddled that it's hard to tell whether it's a song-length putdown of Triumph The Insult Comic Dog or an elaborate backhanded homage. The song backfires spectacularly, because Eminem and Triumph essentially share the same shtick—deflating celebrity egos with barbed wisecracks—and because at this point, Triumph is a lot funnier and more pointed in his putdowns than his human counterpart."

Download Digital
| N.º | Título                                      | Producer(s)           | Duração |  |
| 1.  | "Ass Like That (versão do album) (editado)" | Dr. Dre Mike Elizondo | 4:25    |  |
| 2.  | "Business (live em Los Angeles)"            | Dr. Dre               | 2:34    |  |
| 3.  | "Ass like That (instrumental)"              | Dr. Dre Elizondo      | 4:47    |  |

Cd Single do Reino Unido
| N.º | Título                                      | Produtor(es)          | Duração |  |
| 1.  | "Ass Like That (versão do album) (editado)" | Dr. Dre Mike Elizondo | 4:25    |  |
| 2.  | "Business (Live em Los Angeles)"            | Dr. Dre               | 2:34    |  |
| 3.  | "Ass like That (instrumental)"              | Dr. Dre Elizondo      | 4:47    |  |
| 4.  | "Ass Like That (video)"                     | Dr. Dre Elizondo      | 4:45    |  |

Vinil
| N.º | Título                                      | Produtor(es)          | Duração |  |
| 1.  | "Ass Like That (versão do album) (editado)" | Dr. Dre Mike Elizondo | 4:25    |  |
| 2.  | "Ass Like That (instrumental)"              | Dr. Dre Elizondo      | 4:47    |  |